# Великий Двор (Девятинское сельское поселение)
Вели́кий Двор — деревня в Вытегорском районе Вологодской области.
Входит в состав Девятинского сельского поселения, с точки зрения административно-территориального деления — в Девятинский сельсовет.
Расстояние по автодороге до районного центра Вытегры — 26 км, до центра муниципального образования села Девятины — 3 км. Ближайшие населённые пункты — Белый Ручей, Бродовская, Депо.
По переписи 2002 года население — 40 человек (20 мужчин, 20 женщин). Преобладающая национальность — русские (92 %).